# Barbara Blanke
Barbara Blanke ist eine US-amerikanische Biathletin.
Barbara Blanke ist Reservistin der United States Army und dient als 1st Leutnant bei der Army Reserve’s 328th Combat Army Support Hospital. Sie ist mit dem Biathleten Shawn Blanke verheiratet und startet für die Utah Army National Guard. Blanke belegte in der Gesamtwertung des Biathlon-NorAm-Cups der Saison 2007/08 den 13. Platz. Bei den Western Regional Biathlon Championships 2011 in Soldier Hollow gewann sie den Titel im Einzel. Bei den Militär-Skiweltmeisterschaften 2011 in Portillo gewann sie im Massenstartrennen die Bronzemedaille. In der Saison 2011/12 des NorAm-Cup erreichte Blanke als Drittplatzierte hinter Katrina Howe und Jenny Abraham im Verfolgungsrennen in West Yellowstone erstmals eine Podiumsplatzierung in der höchsten kontinentalen Rennserie. In der Saison 2012/13 musste sie sich an derselben Stelle sowohl in Sprint als auch in der Verfolgung einzig Howe geschlagen geben.

## Belege
1. ↑  North Dakota sweeps Guard biathlon championships, 9. März 2010.
2. ↑  Utah National Guard hosts Western Regional Biathlon Championships, 15. Februar 2011.
3. ↑  National Guard Biathlon Team Competes in Chile - August 2011

| Personendaten    | Personendaten               |
| ---------------- | --------------------------- |
| NAME             | Blanke, Barbara             |
| KURZBESCHREIBUNG | US-amerikanische Biathletin |
| GEBURTSDATUM     | 20. Jahrhundert             |